# Sở giao dịch chứng khoán Frankfurt
Thị trường chứng khoán Frankfurt (tiếng Đức: FWB Frankfurter Wertpapierbörse) là một thị trường chứng khoán đặt tại Frankfurt, Đức.
Thị trường chứng khoán Frankfurt là một trong những thị trường chứng khoán lớn nhất thế giới. Nó được sở hữu và điều hành bởi Deutsche Börse.
Sở giao dịch chứng khoán Frankfurt chiếm 90% tổng doanh số của thị trường Đức và một tỷ lệ lớn của thị trường châu Âu. Năm 2010, Sở giao dịch chứng khoán Frankfurt đã đồng ý bãi bỏ giao dịch sàn vào năm 2012.
Ngày nay, Sở giao dịch chứng khoán Frankfurt lớn thứ 12 thế giới về giá trị vốn hóa thị trường.